# Лишин, Николай Степанович
Николай Степанович Лишин (4 октября 1873 — 25 сентября 1907) — капитан Русской императорской армии, изобретатель первой в России ручной гранаты ударного действия.

## Биография
Родился 4 октября 1873 года в дворянской семье надворного советника Степана Григорьевича Лишина.
Окончил Владимирский Киевский кадетский корпус (1893 год) и Николаевское инженерное училище (1895 год), откуда выпущен был подпоручиком в Севастопольскую крепостную минную роту.
В августе 1904 года в чине штабс-капитана переведен добровольцем в Восточно-Сибирскую минную роту. Участвовал в русско-японской войне, заведовал мастерской по изготовлению ручных гранат в Мукдене, а затем в Харбине. После войны, в марте 1906 года, вернулся в Севастополь и служил старшим офицером Севастопольской крепостной минной роты.
25 сентября 1907 года был жестоко убит, по свидетельству очевидцев, революционно настроенными солдатами его же минной роты. Его имя изданием Русского Народного Союза имени Михаила Архангела внесено в первую Книгу русской скорби.

## Изобретательская деятельность

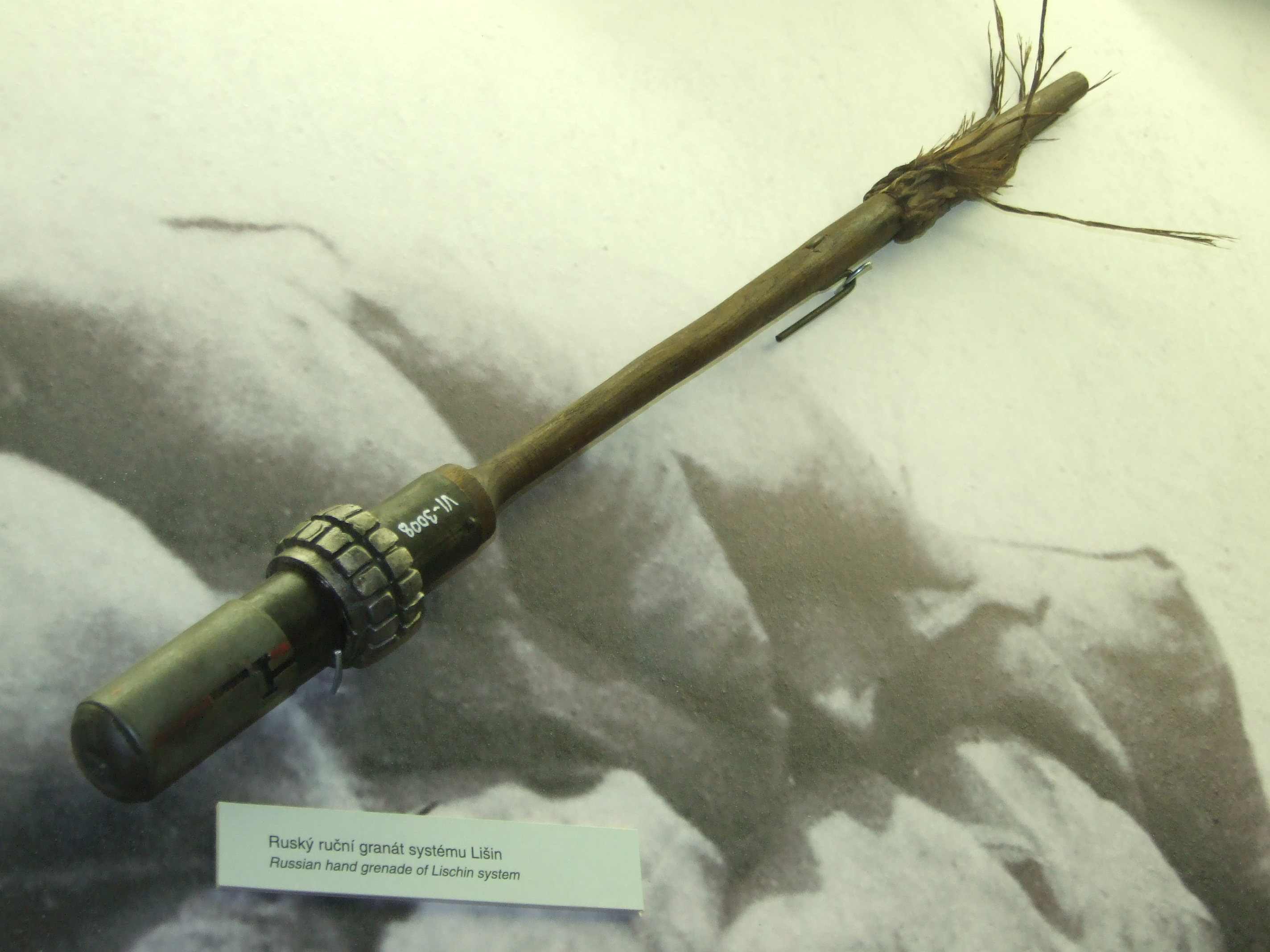
Ручная граната Лишина

- Ударная ручная граната. Была запущена в серийное производство, изготовлено около 96000 штук[2], использовалась в Манчжурской армии[3].
- Новая система минного замыкателя (не окончена).

## Отличия
- Два ордена за участие в русско-японской войне.
- 1-я премия Инженерного комитета ГИУ за «гранату, бросаемую рукой, весом всей системы не более 1 фунта» (посмертно).

## Семья
Был женат, сын — Борис.